# Кугутяк Микола Васильович
Мико́ла Васи́льович Кугутя́к (* 27 жовтня 1952, с. Назавизів Надвірнянський район, Івано-Франківська область, УРСР, СРСР) — український історик, директор Інституту історії і політології Прикарпатського національного університету імені Василя Стефаника, доктор історичних наук (1996), професор (1994), Почесний краєзнавець України (2011).

## Життєпис
Народився 27 жовтня 1952 р. в с. Назавизів Надвірнянського району Івано-Франківської області Української Радянської Соціалістичної Республіки.
У 1969 році закінчив Переріслянську середню школу на Надвірнянщині.
У 1981 р. закінчив Івано-Франківський педагогічний інститут з відзнакою "червоним дипломом".  
У 1984 році проходив аспірантуру Інституту суспільних наук АН УРСР в Львові. 
З 1984 року працює на історичному факультеті Івано-Франківського педінституту: асистент кафедри історії СРСР і УРСР. 
У 1985 році у Одеському державному університеті захистив кандидатську дисертацію під керівництвом Юрія Юрійовича Сливки на тему “Становище та революційно-визвольна боротьба сільськогосподарських робітників Західної України в 1929 – 1939 рр.” 
У 1990 р. було присвоєно вчене звання доцента кафедри історії СРСР та УРСР педінституту. У цьому ж році обраний завідувачем кафедри нової та новітньої історії (з 1993–1999  рр. – кафедра нової та новітньої історії, з 1999–2006 рр. – всесвітньої історії), а у 1996 р. отримав вчене звання професора. 
У 1994 р. в Українському Вільному Університеті в Мюнхені захистив дисертацію з присвоєнням вченого ступеня доктора філософії. 
У 2006 р. був ініціатором відкриття кафедри етнології і археології на факультеті історії, політології і міжнародних відносин Прикарпатського національного університету імені В.Стефаника (очолював з 2005 до осені 2014 р.) та навчально-наукового Інституту історії, етнології і археології Карпат (очолював діє з 2008 р. до сьогодні). 
Голова Івано-Франківської обласної організації Конгресу української інтелігенції (КУІн), редактор наукового і культурно-просвітнього часопису «Галичина».

## Наукова діяльність
Автор близько 40 наукових праць, зокрема: «Галичина: сторінки історії. Нарис суспільно-політичного руху (XIX ст.-1939 р.)» (1993 р.), «Голодомор 1933-го і Західна Україна» (1994 р.)
Наукова школа з історичної етнології під керівництвом професора М. В. Кугутяка займається дослідженням етнокультурних процесів у Карпатському регіоні від найдавніших часів до наших днів. Наукова етнологічно-археологічна експедиція «Карпати-Дністер» під керівництвом професора М. В. Кугутяка впродовж 2008 року здійснила в Карпатах цілий ряд важливих відкриттів — унікальних пам'яток історії і культури стародавнього населення краю: Терношорське, Космацьке, Завоєльське, Татарівське та інші святилища з рідкісними у світовій практиці зразками кам'яної монументальної скульптури епохи неоліту і бронзи. Загалом було обстежено об'єкти та проведено археологічні розвідки на території гірських районів Івано-Франківської області (Косівський, Верховинський, Надвірнянський, Рожнятівський, Долинський, Богородчанський райони та м. Яремча).
Професор М. В. Кугутяк є засновником нового напрямку в українській історичній науці — археопетрології, науки, що досліджує стародавні мегалітичні пам'ятки. За результатами науково-пошукової роботи представниками школи з історичної етнології опубліковано 1 монографію (Кугутяк М. В. Скельні святилища сокільських вершин. — Івано-Франківськ, 2008. — 127 с.) та 15 статей.

## Нагороди
- Орден "За заслуги" 2017 р.
- «Кращий науковець року-2005» Івано-Франківської області
- Заслужений діяч науки і техніки 2007 р.
- Медаль 20-ть років Незалежності
- Медаль 100 років ЗУНР
- Премія ім. Володимитра Полєка
- Медаль "Галичу 1125"
- Почесний доктор Ужгородського національного університету
- Медаль Івано-Франківської обласної ради «Легіону УСС – 110»
- Премія імені Бориса Патона (2024).[1]

## Див.також
Список професорів-істориків ПНУ імені В.Стефаника